# Liste der Gebietsänderungen in der Provinz Groningen
Die Liste der Gebietsänderungen in der Provinz Groningen enthält wichtige Änderungen der Gemeindegebiete in der niederländischen Provinz Groningen in der Zeit vom 1. Januar 1812 bis heute. Dazu zählen unter anderem Zusammenschlüsse und Trennungen von Gemeinden, Eingliederungen von Gemeinden in eine andere, Änderungen des Gemeindenamens und größere Umgliederungen von Teilen einer Gemeinde in eine andere. Kleinere Änderungen werden nicht berücksichtigt.

## Legende
- Datum: juristisches Wirkungsdatum der Gebietsänderung
- Gemeinde vor der Änderung: Gemeinde vor der Gebietsänderung
- Maßnahme: Art der Änderung
- Gemeinde nach der Änderung: Gemeinde nach der Gebietsänderung

Die Sortierung erfolgt chronologisch nach dem Datum und nach der aufnehmenden oder neu gebildeten Gemeinde. Heute noch bestehende Gemeinden sind farbig unterlegt.

## Geschichte

### Französische Zeit
In der französischen Zeit gehörten die Gemeinden zum nördlichen Teil des Départements Ems-Occidental.

### Anzahl der Provinzen
Im Grundgesetz vom März 1814 wurde die (erneute) Bildung von 9 Provinzen mit Wirkung vom 1. Mai 1814 bekannt gegeben. Im Grundgesetz vom August 1815 wurde nach dem Hinzukommen des Gebiets, das später zum selbständigen Staat Belgien wurde, insgesamt 19 Provinzen benannt. Von diesen gehörten 10 zum Gebiet der heutigen Niederlande. Die Provinz Limburg wurde am 9. Oktober 1815 gebildet.
Offiziell wurde die Provinz Holland im Jahr 1840 in die neuen Provinzen Noord-Holland und Zuid-Holland aufgeteilt. In beiden Gebieten gab es allerdings bereits seit 1814 eine voneinander unabhängige selbständige Verwaltung. Von 1840 an gab es in den Niederlanden somit 11 Provinzen, bis im Jahr 1986 Flevoland hinzukam und zur bis heute gültigen Anzahl von 12 Provinzen führte.

## Gebietsänderungen
| Datum      | Gemeinde vor der Änderung                                                                          | Maßnahme        | Gemeinde nach der Änderung |
| ---------- | -------------------------------------------------------------------------------------------------- | --------------- | -------------------------- |
| 01.08.1821 | Windeweer                                                                                          | Eingliederung   | Hoogezand                  |
| 01.08.1821 | Westerlee                                                                                          | Eingliederung   | Scheemda                   |
| 01.08.1821 | Harkstede                                                                                          | Eingliederung   | Slochteren                 |
| 01.01.1822 | Bourtange                                                                                          | Eingliederung   | Vlagtwedde                 |
| 01.01.1826 | Siddeburen                                                                                         | Eingliederung   | Slochteren                 |
| 01.04.1949 | Hoogezand Sappemeer                                                                                | Zusammenschluss | Hoogezand-Sappemeer        |
| 01.07.1965 | Noordbroek Zuidbroek                                                                               | Zusammenschluss | Oosterbroek                |
| 01.09.1968 | Bellingwolde Wedde                                                                                 | Zusammenschluss | Bellingwedde               |
| 01.01.1969 | Hoogkerk Noorddijk                                                                                 | Eingliederung   | Groningen                  |
| 01.01.1969 | Onstwedde                                                                                          | Namensänderung  | Stadskanaal                |
| 01.01.1969 | Wildervank Gebietsteile                                                                            | Umgliederung    | Stadskanaal                |
| 01.01.1969 | Wildervank Gebietsteile                                                                            | Umgliederung    | Veendam                    |
| 01.01.1979 | Uithuizen Uithuizermeden                                                                           | Zusammenschluss | Hefshuizen                 |
| 01.01.1990 | Finsterwolde Nieuweschans                                                                          | Eingliederung   | Beerta                     |
| 01.01.1990 | Kantens Usquert Warffum                                                                            | Eingliederung   | Hefshuizen                 |
| 01.01.1990 | Bierum Termunten                                                                                   | Eingliederung   | Delfzijl                   |
| 01.01.1990 | Oldekerk                                                                                           | Eingliederung   | Grootegast                 |
| 01.01.1990 | Middelstum Stedum ’t Zandt                                                                         | Eingliederung   | Loppersum                  |
| 01.01.1990 | Meeden Muntendam                                                                                   | Eingliederung   | Oosterbroek                |
| 01.01.1990 | Nieuwe Pekela Oude Pekela                                                                          | Zusammenschluss | Pekela                     |
| 01.01.1990 | Midwolda Nieuwolda                                                                                 | Eingliederung   | Scheemda                   |
| 01.01.1990 | Eenrum Kloosterburen Leens                                                                         | Eingliederung   | Ulrum                      |
| 01.01.1990 | Adorp Baflo Ezinge                                                                                 | Eingliederung   | Winsum                     |
| 01.01.1990 | Aduard Grijpskerk Oldehove                                                                         | Eingliederung   | Zuidhorn                   |
| 01.02.1991 | Oosterbroek                                                                                        | Namensänderung  | Menterwolde                |
| 01.07.1991 | Beerta                                                                                             | Namensänderung  | Reiderland                 |
| 01.01.1992 | Hefshuizen                                                                                         | Namensänderung  | Eemsmond                   |
| 01.01.1992 | Ulrum                                                                                              | Namensänderung  | De Marne                   |
| 01.01.2010 | Reiderland Scheemda Winschoten                                                                     | Zusammenschluss | Oldambt                    |
| 01.01.2018 | Hoogezand-Sappemeer Menterwolde Slochteren                                                         | Zusammenschluss | Midden-Groningen           |
| 01.01.2018 | Bellingwedde Vlagtwedde                                                                            | Zusammenschluss | Westerwolde                |
| 01.01.2019 | Groningen Haren Ten Boer                                                                           | Zusammenschluss | Groningen                  |
| 01.01.2019 | Bedum De Marne Eemsmond                                                                            | Zusammenschluss | Het Hogeland               |
| 01.01.2019 | Winsum, Adorp, Baflo, Den Andel, Rasquert, Saaxumhuizen, Sauwerd, Tinallinge, Wettsinde und Winsum | Umgliederung    | Het Hogeland               |
| 01.01.2019 | Grootegast Leek Marum Zuidhorn                                                                     | Zusammenschluss | Westerkwartier             |
| 01.01.2019 | Winsum, Ezinge, Feerwerd und Garnwerd                                                              | Umgliederung    | Westerkwartier             |
| 01.01.2021 | Appingedam Delfzijl Loppersum                                                                      | Zusammenschluss | Eemsdelta                  |

## Anzahl der Gemeinden
Die Angabe zum 4. Oktober 1830 bezieht sich auf die Trennung Belgiens von den Niederlanden. Die weiteren Zahlen beziehen sich auf die Situation nach den Reformen zum angegebenen Zeitpunkt.
| Datum      | Gemeinden |
| ---------- | --------- |
| 04.10.1830 | 57        |
| 01.04.1949 | 56        |
| 01.07.1965 | 55        |
| 01.09.1968 | 54        |
| 01.01.1969 | 51        |
| 01.01.1979 | 50        |
| 01.01.1990 | 25        |
| 01.01.2010 | 23        |
| 01.01.2018 | 20        |
| 01.01.2019 | 12        |
| 01.01.2021 | 10        |